# Tchouvache (cheval)
Pour les articles homonymes, voir Tchouvache.
Le Tchouvache (russe : Чувашская) est une race de chevaux sibériens, influencée par des trotteurs et diverses races de chevaux de trait, dont le trait soviétique et le Vladimir. Propre à la Tchouvachie, une région autonome de la Russie, cette race s'est éteinte à une date inconnue.

## Dénomination et sources
Le nom « Tchouvache » (en anglais : Chuvash) fait référence à la région d'origine de cette race de poneys, la Tchouvachie, située en Sibérie dans la région économique de Volga-Viatka, connue pour ses activités agricoles.
Il existe peu de sources consacrées à ces chevaux. Ils sont mentionnés dans la base de données DAD-IS (sous le nom de « Chuvashskaya »). La race est aussi citée dans l'encyclopédie de référence du centre international de biosciences agricoles, CAB International, sous la graphie anglaise de Chuvash, dans les éditions de 1996, 2002, 2016 et 2020. En revanche, ces chevaux ne sont pas mentionnés dans l'ouvrage de référence de l'Université de l'Oklahoma, International encyclopedia of horse breeds.

## Histoire
Le Tchouvache est une variété du cheval des forêts de Sibérie local, croisée avec des trotteurs, du trait soviétique, du Vladimir et d'autres races de trait lourd,. Sa date d'extinction n'est pas connue avec précision.

## Description
L'ouvrage de CAB International classe le Tchouvache étant comme une variété du cheval des forêts sibérien.

## Utilisations
En raison des spécificités économiques de sa région d'élevage, cette race était probablement destinée à la traction agricole.

## Diffusion de l'élevage
Le Tchouvache est classé par DAD-IS (2021) comme étant une race locale russe. Il est propre à la région autonome de Tchouvachie,,.
Les données de population les plus récentes, datées de 2006, indiquent un effectif nul. L'étude menée par l'Université d'Uppsala, publiée en août 2010 pour la FAO, signale le Tchouvache comme race de chevaux locale russe éteinte. Il est également renseigné comme éteint dans l'encyclopédie de Delachaux et Niestlé, Tous les chevaux du monde (2014).